# Joe the Barbarian
A Joe the Barbarian Grant Morrison író és Sean Murphy rajzoló képregénysorozata, mely a DC Comics Vertigo-cégjelzése alatt jelent meg 2010 és 2011 folyamán.
A mű címszereplője egy zárkózott, cukorbeteg kamasz, Joe. A fiú katona édesapja nemrég hunyt el, őt és édesanyját adósságaik miatt a családi ház elvesztése fenyegeti. Mikor egy viharos este Joe egyedül marad otthon figyelmetlensége miatt a vércukorszintje veszélyesen lesüllyed, a valóság pedig kifordul számára önmagából. Joe egy fantáziavilágban találja magát, melyben játékai mind életre kelnek, s melyben pusztító háborút vívnak.
A Joe the Barbarian 2011-ben az amerikai képregényszakma egyik legelismerőbb kitüntetésének, az Eisner-díjnak várományosa volt a legjobb minisorozat kategóriájában.